# لاري فاسكيز
لاري فاسكيز (بالإسبانية: Larry Vásquez) هو لاعب كرة قدم كولومبي في مركز الوسط، ولد في 19 سبتمبر 1991 في El Zulia ‏ في كولومبيا. لعب مع أمريكا دي كالي.

## وصلات خارجية
- لاري فاسكيز على موقع قاعدة بيانات كرة القدم.إي يو (الإنجليزية)
- لاري فاسكيز على موقع Soccerway.com (الإنجليزية)
- لاري فاسكيز على موقع عالم كرة القدم.نت (الإنجليزية)
- لاري فاسكيز على موقع AS.com (الإسبانية)